# Halvad
Halvad (o Halwad) è una suddivisione dell'India, classificata come municipality, di 24.323 abitanti, situata nel distretto di Morvi, nello stato federato del Gujarat. In base al numero di abitanti la città rientra nella classe III (da 20.000 a 49.999 persone).

## Geografia fisica
La città è situata a 23° 1' 0 N e 71° 10' 60 E e ha un'altitudine di 45 m s.l.m..

## Società

### Evoluzione demografica
Al censimento del 2001 la popolazione di Halvad assommava a 24.323 persone, delle quali 12.626 maschi e 11.697 femmine. I bambini di età inferiore o uguale ai sei anni assommavano a 3.523, dei quali 1.880 maschi e 1.643 femmine. Infine, coloro che erano in grado di saper almeno leggere e scrivere erano 14.636, dei quali 8.616 maschi e 6.020 femmine.